# L'Heure de la sensation vraie
L'Heure de la sensation vraie (Die Stunde der wahren Empfindung) est un roman autrichien en langue allemande de Peter Handke, publié en 1975.

## Résumé
Un employé de l’ambassade d’Autriche à Paris déambule dans la ville, expérimentant la perte des relations avec ses congénères, décrivant ses angoisses et ses espoirs. 